# Leutnant
Leutnant (pronunție în germană [ˈlɔʏtnant]; OF-1b) este cel mai mic grad de ofițer locotenent în cadrul forțelor armate ale Germaniei (Bundeswehr), Forțelor Armate Austriece și Armatei Elveției.

## Istoric
Acest substantiv german (cu sensul de „Stellvertreter”, în română „adjunct”) a provenit din cuvântul francez „locotenent” începând de prin jurul anului 1500. În majoritatea armatelor din țările vorbitoare de limbă germană el este cel mai mic rang de ofițer (în Marina Germană „Locotenent zur See”). În Bundeswehr rangurile de Leutnant (OF1b) și Oberleutnant (OF1a) aparțin corpului Leutnant. În alte forțe armate (cum ar fi fosta Armată Națională a Poporului) există un grad inferior: Unterleutnant (OR1c).
De pe la 1500 până la mijlocul secolului al XVII-lea denumirea de „Leutnant” a fost frecvent folosită pentru a desemna orice adjunct al unui ofițer comandant. Astfel, la nivel de armată a existat gradul de General-Leutnant (în română „general-locotenent”), la nivel de regiment a fost gradul de Oberst-Leutnant (în română „locotenent-colonel”), iar la nivelul companiei Leutnant era adjunctul unui Hauptmann (în română „căpitan”).
Odată cu formarea armatelor permanente în cea de-a doua jumătate a secolului al XVII-lea, acest termen a desemnat frecvent gradul cel mai mic de ofițer.
În secolele al XVIII-lea și al XIX-lea mai mulți Leutnants au servit în funcția de comandant de pluton. În acea perioadă au fost instituite gradele de Premier-Lieutenant și Seconde-Lieutenant. Începând de la 1 ianuarie 1899, în Imperiul German, aceste grade au fost redenumite ca Oberleutnant și Leutnant.

## Germania
Gradul „Leutnant” (OF1b) a fost utilizat în forțele armate germane începând din anul 1899.

### Bundeswehr
În Bundeswehr deținătorul gradului de „Leutnant” (rang OF1b) va fi numit, în mod normal, în funcția de comandant de pluton. Cu toate acestea, gradul de „Leutnant” este purtat de un ofițer aflat la studii la Universitatea Forțelor Armate Federale ale Germaniei sau la o altă instituție de învățământ. Rangul ”Leutnant” din Bundeswehr aparține grupului locotenenților (un grup de ofițeri de rang inferior).

#### Rang
În Germania Leutnant (prescurtat: Lt / uneori și: L) este denumirea celui mai mic rang de ofițer. Echivalentul său în Marina Germană (Deutsche Marine) este Leutnant zur See.
| Însemnele gradului de «Leutnant» / «Leutnant zur See» (OF-1b) | Însemnele gradului de «Leutnant» / «Leutnant zur See» (OF-1b) | Însemnele gradului de «Leutnant» / «Leutnant zur See» (OF-1b) | Însemnele gradului de «Leutnant» / «Leutnant zur See» (OF-1b) | Însemnele gradului de «Leutnant» / «Leutnant zur See» (OF-1b) | Însemnele gradului de «Leutnant» / «Leutnant zur See» (OF-1b) | Însemnele gradului de «Leutnant» / «Leutnant zur See» (OF-1b) | Însemnele gradului de «Leutnant» / «Leutnant zur See» (OF-1b) | Însemnele gradului de «Leutnant» / «Leutnant zur See» (OF-1b) | Însemnele gradului de «Leutnant» / «Leutnant zur See» (OF-1b) | Însemnele gradului de «Leutnant» / «Leutnant zur See» (OF-1b) |
| ------------------------------------------------------------- | ------------------------------------------------------------- | ------------------------------------------------------------- | ------------------------------------------------------------- | ------------------------------------------------------------- | ------------------------------------------------------------- | ------------------------------------------------------------- | ------------------------------------------------------------- | ------------------------------------------------------------- | ------------------------------------------------------------- | ------------------------------------------------------------- |
|                                                               |                                                               |                                                               |                                                               |                                                               |                                                               |                                                               |                                                               |                                                               |                                                               |                                                               |
| Uniformă (formă de bază Jägertruppe)                          | Uniformă de câmp (Jägertruppe)                                | Uniformă de câmp (Reservist Logistik)                         | Uniformă de câmp (SanOA (vet.))                               | Uniformă (formă de bază)                                      | Uniformă de câmp                                              | Uniformă de câmp (Lw SanOA (dent.))                           | Epolet                                                        | Epolet (SanOA (hum.))                                         | Însemne pe mânecă                                             | Însemne cusute pe uniformă                                    |

### Germania Nazistă
În Germania Nazistă, în SS și Waffen-SS, gradul de SS-Untersturmführer a fost considerat a fi echivalentul celui de Leutnant (OF1b) din Armata Germană. Cu toate acestea, în SA, echivalentul gradului Leutnant a fost cel de SA-Sturmführer.

## Alte țări

### Austria
În Austria Leutnant (prescurtat Lt) este al doilea cel mai mic rang de ofițer. Pentru a fi promovat în acest rang OF1b ofițerii trebuie să urmeze un curs de șase luni de studii în liceu (până în August 2008 opt termeni) cu 180 ECTS puncte la Academia Militară Tereziană din Wiener Neustadt. Studiile sunt axate pe „Comandă militară și Control” (C2) și academia-absolvent absolvent de Licență.
Cariera în Miliție este structurată într-un mod diferit. Educația modulară cuprinde așa-numitul an de voluntariat (în germană: Einjährig-Freiwilliger [EF]), precum și mai multe cursuri, seminarii și exerciții cu un test final de aptitudini. După o perioadă de cinci ani este posibilă promovarea la rangul de „Leutnant”.

#### Armata Austro-Ungară
Până în 1918 Leutnant (în maghiară: Hadnagy) era cel mai mic grad de ofișer din Armata Austro-Ungară, echivalent cu cel de Assistenz-Arzt și Leutnant-Rechnungsführer.
În misiunile ONU și în Parteneriatul pentru Pace al NATO rangul Leutnant este echivalent cu rangul de locotenent II (2Lt), NATO-Codul: OF-1b.